# 乌尔什 (德龙省)
乌尔什（法語：Ourches，法語發音：[uʁʃ]）是法国德龙省的一个市镇，位于该省中部偏西，属于迪镇区。

## 地理
乌尔什（44°48'17"N, 5°2'29"E）面积9.23 平方千米，位于法国奥弗涅-罗讷-阿尔卑斯大区德龙省，该省份为法国东南部内陆省份，北起顺时针与伊泽尔省、上阿尔卑斯省、上普罗旺斯阿尔卑斯省、沃克吕兹省和阿尔代什省接壤。
与乌尔什接壤的市镇（或旧市镇、城区）包括：拉博姆科尔尼亚讷、日戈尔和洛兹龙、蒙梅朗、于皮、沃纳韦-拉罗谢特。

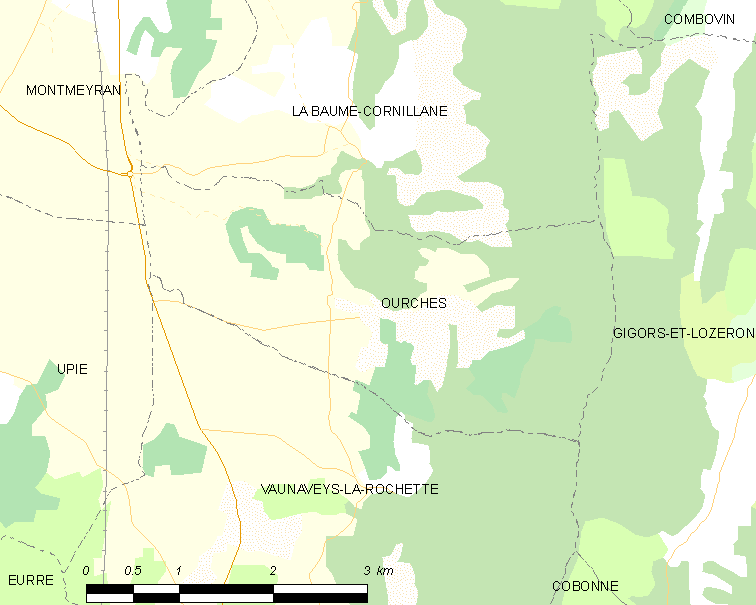
的OSM定位图

乌尔什的时区为UTC+01:00、UTC+02:00（夏令时）。

## 行政
乌尔什的邮政编码为26120，INSEE市镇编码为26224。

## 政治
乌尔什所属的省级选区为克雷县。

## 人口

1962-2008年间人口变化图示

乌尔什于2022年1月1日时的人口数量为286人。